# دوري زيمبابوي الممتاز 2023–24
دوري زيمبابوي الممتاز 2023 هو الموسم الثاني والأربعين من الدوري الممتاز لكرة القدم في زيمبابوي، وهو دوري كرة القدم من الدرجة الأولى في زيمبابوي.
فاز فريق نغازي بلاتينوم بأول لقب له على الإطلاق في نوفمبر 2023 بعد أن سجل هدفًا في الدقيقة 90 ليهزم سيمبا بهورا قبل جولتين من نهاية المباراة.
هبطت فرق بلاك راينوس، وتريانغل يونايتد، وشياشام، وكرانبورن بوليتس إلى الدرجة الأولى، بعد فوز ياداه صاحب المركز الرابع عشر على ديناموز صاحب المركز الثالث في اليوم الأخير من مبارياتهم لضمان البقاء.

## التغييرات من 2021 إلى 2022
تم ترقية كل من غرن فويل وسيمبا بهورا وهوانجي وشياشام من الدرجة الأولى.